# وحدات القياس الكهربائية
- أمبير = هو وحدة قياس التيار الكهربائي
- فولت = وحدة قياس قوة الكهرباء
- أوم = وحدة قياس المقاومة الكهربائية
- وات = وحدة قياس القدرة (تكتب أحيانا واط)
- كيلوواط ساعي = وحدة قياس الطاقة الكهربائية

## قائمة الوحدات الكهرومغناطيسية
| وحدات الكهرومغناطيسية القياسية  | وحدات الكهرومغناطيسية القياسية               | وحدات الكهرومغناطيسية القياسية | وحدات الكهرومغناطيسية القياسية | وحدات الكهرومغناطيسية القياسية |
| رمز الكمية                      | الكمية                                       | الواحدة                        | رمز الواحدة                    | الأبعاد                        |
| ------------------------------- | -------------------------------------------- | ------------------------------ | ------------------------------ | ------------------------------ |
| I                               | التيار                                       | أمبير (وحدات قياسية)           | A                              | A                              |
| Q                               | شحنة كهربائية                                | كولوم                          | C                              | A·s                            |
| V                               | فرق الجهد                                    | فولت                           | V                              | J/C = kg·m2·s−3·A−1            |
| R، Z، X                         | مقاومة، معاوقة، مفاعلة بالترتيب              | أوم                            | Ω                              | V/A = kg·m2·s−3·A−2            |
| ρ                               | مقاومية                                      | أوم متر                        | Ω·m                            | kg·m3·s−3·A−2                  |
| P                               | القدرة الكهربائية                            | واط                            | W                              | V·A = kg·m2·s−3                |
| C                               | سعة كهربائية                                 | فاراد                          | F                              | C/V = kg−1·m−2·A2·s4           |
| {\displaystyle F^{-1}}          | مرانة                                        | مقلوب الفاراد                  | F−1                            | kg·m2·A−2·s−4                  |
| {\displaystyle \,\varepsilon }  | سماحية                                       | فاراد لكل متر                  | F/m                            | kg−1·m−3·A2·s4                 |
| Y ، G ، B                       | مسامحة، مواصلة، مطاوعة                       | سيمنز                          | S                              | Ω−1 = kg−1·m−2·s3·A2           |
| {\displaystyle \,\sigma }       | موصلية                                       | سيمنز في متر                   | S/m                            | kg−1·m−3·s3·A2                 |
| {\displaystyle \,\phi }         | تدفق مغناطيسي                                | فيبر                           | Wb                             | V·s = kg·m2·s−2·A−1            |
| B                               | كثافة التدفق المغناطيسي أو المجال المغناطيسي | تيسلا                          | T                              | Wb/m2 = kg·s−2·A−1             |
| H                               | شدة المجال المغناطيسي                        | أمبير لكل متر                  | A/m                            | A·m−1                          |
| {\displaystyle {\mathfrak {R}}} | ممانعة                                       | أمبير لكل فيبر                 | A/Wb                           | kg−1·m−2·s2·A2                 |
| L                               | محاثة مغناطيسية                              | هنري                           | H                              | Wb/A = V·s/A = kg·m2·s−2·A−2   |
| {\displaystyle \,\mu }          | نفاذية                                       | هنري على متر                   | H/m                            | kg·m·s−2·A−2                   |
| {\displaystyle \ \chi }         | قابلية مغناطيسية                             | (بلا أبعاد)                    | χ                              | -                              |